# 4D Sports Boxing
4D Sports Boxing es un videojuego 3D de boxeo de la serie 4D Sports, con movimiento de captura animada, creado por Distinctive Software (DSI) en Vancouver con su marca secundaria, Unlimited Software. Su primera versión, 1.0, fue publicada por Mindscape el 15 de junio de 1991. El juego fue lanzado para PC, Apple Macintosh y Amiga. La segunda versión, 2.0, fue publicada en febrero de 1992. La versión para Macintosh tiene ligeramente mejorados los gráficos, pero con un menor tamaño en la pantalla.
El juego presenta boxeadores basados en gráficos poligonales, algunos de ellos con nombres sugestivos de personas no ficticias. Todos los luchadores tienen diferentes estilos de pelea, algunos prefieren atacar, otros contraatacar. Algunos (como Smokin 'Joe Blow) tienen un puñetazo de gran poder, otros, una increíble velocidad. 
El juego es considerado uno de los primeros juegos de lucha en 3D. Durante su desarrollo el jugador puede elegir los atributos para mejorar a su luchador: velocidad, fuerza o resistencia. Mientas se pelea, se pueden usar diferentes tácticas y estrategias para atacar, contrarrestar los ataques, esquivarlos, etc.
El final de la pelea lo decide el jugador, admitiendo el programa hasta 15 asaltos. 